# Classic Bruges-La Panne 2024
Pour la course féminine, voir Classic Bruges-La Panne féminine 2024.
La 48e édition de la Classic Bruges-La Panne (officiellement nommée Classic Brugge-De Panne et précédemment appelée les Trois Jours de La Panne) a lieu le 20 mars 2024. Elle fait partie du calendrier UCI World Tour 2024 et se déroule entre Bruges et La Panne en Belgique. L'édition 2024 a été remporté par Jasper Philipsen. 

## Présentation

### Parcours
Le parcours est tracé sous la forme d'un trajet simple entre Bruges et La Panne puis d'un circuit plat de 43,9 kilomètres passant par Coxyde, Oostduinkerke, Furnes, Houthem et Adinkerke à effectuer à trois reprises. L’arrivée est jugée sur la Zeelaan à La Panne.

### Équipes
Classée en catégorie UCI World Tour 2024, la course est par conséquent ouverte aux 18 équipes WorldTeams dont 15 sont au départ et à huit ProTeams sur invitation.
| WorldTeams (15)- Alpecin-Deceuninck - Arkéa-B&B Hotels - Astana Qazaqstan Team - Bahrain Victorious - Bora-Hansgrohe - Cofidis - EF Education-EasyPost - Groupama-FDJ - Intermarché-Wanty - Lidl-Trek - Movistar Team - Soudal Quick-Step - Team dsm-firmenich PostNL - Team Jayco AlUla - UAE Team Emirates ProTeams (8)- Bingoal WB - Israel-Premier Tech - Lotto Dstny - Team Flanders-Baloise - TotalEnergies - Tudor Pro Cycling Team - Q36.5 Pro Cycling Team - Uno-X Mobility |
| |

## Favoris
Les principaux favoris à la victoire sont le tenant du titre Jasper Philipsen, vainqueur quatre jours plus tôt de son premier Monument à Milan-San Remo, Tim Merlier, Arvid de Kleijn, Laurence Pithie, Gerben Thijssen, Fabio Jakobsen, Dylan Groenewegen, Arnaud Démare, Luca Mozzato, Sam Welsford, Phil Bauhaus, Fernando Gaviria et Jordi Meeus.

## Classement
| \| Classement général \| Classement général \| Classement général \| Classement général \| Classement général \| \| Coureur \| Coureur \| Pays \| Équipe \| Temps \| \| ------------------ \| ------------------ \| ------------------ \| ------------------ \| ------------------ \| \| 1er \| Jasper Philipsen \| Belgique \| Alpecin-Deceuninck \| 4 h 22 min 42 s \| \| 2e \| Tim Merlier \| Belgique \| Soudal Quick-Step \| + 0 s \| \| 3e \| Danny van Poppel \| Pays-Bas \| Bora-Hansgrohe \| + 0 s \| \| 4e \| Jason Tesson \| France \| TotalEnergies \| + 0 s \| \| 5e \| Simone Consonni \| Italie \| Lidl-Trek \| + 0 s \| \| 6e \| Stian Fredheim \| Norvège \| Uno-X Mobility \| + 0 s \| \| 7e \| Sebastián Molano \| Colombie \| UAE Team Emirates \| + 0 s \| \| 8e \| Phil Bauhaus \| Allemagne \| Bahrain Victorious \| + 0 s \| \| 9e \| Émilien Jeannière \| France \| TotalEnergies \| + 0 s \| \| 10e \| Luca Mozzato \| Italie \| Arkéa-B&B Hotels \| + 0 s \| |                   |           |                    |                 |
| |                   |           |                    |                 |
| Source : ProCyclingStats |                   |           |                    |                 |
| Classement général |                   |           |                    |                 |
| Coureur | Coureur           | Pays      | Équipe             | Temps           |
| 1er | Jasper Philipsen  | Belgique  | Alpecin-Deceuninck | 4 h 22 min 42 s |
| 2e | Tim Merlier       | Belgique  | Soudal Quick-Step  | + 0 s           |
| 3e | Danny van Poppel  | Pays-Bas  | Bora-Hansgrohe     | + 0 s           |
| 4e | Jason Tesson      | France    | TotalEnergies      | + 0 s           |
| 5e | Simone Consonni   | Italie    | Lidl-Trek          | + 0 s           |
| 6e | Stian Fredheim    | Norvège   | Uno-X Mobility     | + 0 s           |
| 7e | Sebastián Molano  | Colombie  | UAE Team Emirates  | + 0 s           |
| 8e | Phil Bauhaus      | Allemagne | Bahrain Victorious | + 0 s           |
| 9e | Émilien Jeannière | France    | TotalEnergies      | + 0 s           |
| 10e | Luca Mozzato      | Italie    | Arkéa-B&B Hotels   | + 0 s           |

### Classements UCI
La course attribue des points au classement mondial UCI 2024 selon le barème suivant :
| Position           | 1er | 2e  | 3e  | 4e  | 5e  | 6e  | 7e | 8e | 9e | 10e | 11e | 12e | 13e | 14e | 15e à 20e | 21e à 30e | 31e à 50e | 51e à 55e | 56e à 60e |
| Classement général | 300 | 250 | 215 | 175 | 120 | 115 | 95 | 75 | 60 | 50  | 40  | 35  | 30  | 25  | 20        | 12        | 5         | 2         | 1         |

## Liste des participants
| Légende | Légende                                                                           | Légende | Légende                                                    |
| ------- | --------------------------------------------------------------------------------- | ------- | ---------------------------------------------------------- |
| Num     | Dossard de départ porté par le coureur sur cette Oxyclean Classic Brugge-De Panne | Pos     | Position à l'arrivée de la course                          |
|         | Indique un maillot de champion national ou mondial, suivi de sa spécialité        | NP      | Indique un coureur qui n'a pas pris le départ de la course |
| AB      | Indique un coureur qui n'a pas terminé la course                                  | HD      | Indique un coureur qui a terminé la course hors des délais |

| Alpecin-Deceuninck ADC | Alpecin-Deceuninck ADC    | Alpecin-Deceuninck ADC |
| ---------------------- | ------------------------- | ---------------------- |
| Num                    | Coureur                   | Pos                    |
| 1                      | Jasper Philipsen (BEL)    | 1er                    |
| 2                      | Maurice Ballerstedt (GER) | 54e                    |
| 3                      | Silvan Dillier (SUI)      | 144e                   |
| 4                      | Juri Hollmann (GER)       | 98e                    |
| 5                      | Timo Kielich (BEL)        | 81e                    |
| 6                      | Gianni Vermeersch (BEL)   | 105e                   |
| 7                      | Ramon Sinkeldam (NED)     | 96e                    |

| Soudal Quick-Step SOQ | Soudal Quick-Step SOQ    | Soudal Quick-Step SOQ |
| --------------------- | ------------------------ | --------------------- |
| Num                   | Coureur                  | Pos                   |
| 11                    | Tim Merlier (BEL)        | 2e                    |
| 12                    | Ayco Bastiaens (BEL)     | 138e                  |
| 13                    | Gil Gelders (BEL)        | 119e                  |
| 14                    | Luke Lamperti (USA)      | 17e                   |
| 15                    | Bert Van Lerberghe (BEL) | 46e                   |
| 16                    | Warre Vangheluwe (BEL)   | 140e                  |
| 17                    | Jordi Warlop (BEL)       | 118e                  |

| Intermarché-Wanty IWA | Intermarché-Wanty IWA           | Intermarché-Wanty IWA |
| --------------------- | ------------------------------- | --------------------- |
| Num                   | Coureur                         | Pos                   |
| 21                    | Gerben Thijssen (BEL)           | 16e                   |
| 22                    | Madis Mihkels (EST)             | 42e                   |
| 23                    | Adrien Petit (FRA)              | 130e                  |
| 24                    | Baptiste Planckaert (BEL)       | 100e                  |
| 25                    | Laurenz Rex (BEL)               | 43e                   |
| 26                    | Gijs Van Hoecke (BEL)           | 78e                   |
| 27                    | Roel van Sintmaartensdijk (NED) | 117e                  |

| Arkéa-B&B Hotels ARK | Arkéa-B&B Hotels ARK | Arkéa-B&B Hotels ARK |
| -------------------- | -------------------- | -------------------- |
| Num                  | Coureur              | Pos                  |
| 31                   | Arnaud Démare (FRA)  | 34e                  |
| 32                   | David Dekker (NED)   | 97e                  |
| 33                   | Daniel McLay (GBR)   | 125e                 |
| 34                   | Luca Mozzato (ITA)   | 10e                  |
| 35                   | Łukasz Owsian (POL)  | 76e                  |
| 36                   | Alan Riou (FRA)      | 126e                 |
| 37                   | Miles Scotson (AUS)  | 67e                  |

| Astana Qazaqstan Team AST | Astana Qazaqstan Team AST      | Astana Qazaqstan Team AST |
| ------------------------- | ------------------------------ | ------------------------- |
| Num                       | Coureur                        | Pos                       |
| 41                        | Gleb Syritsa (RUS)             | 143e                      |
| 42                        | Yevgeniy Gidich (KAZ)          | 73e                       |
| 43                        | Michele Gazzoli (ITA)          | 121e                      |
| 45                        | Max Kanter (GER)               | 11e                       |
| 46                        | Yevgeniy Fedorov (KAZ) (route) | 52e                       |
| 47                        | Rüdiger Selig (GER)            | 48e                       |

| Bahrain Victorious TBV | Bahrain Victorious TBV    | Bahrain Victorious TBV |
| ---------------------- | ------------------------- | ---------------------- |
| Num                    | Coureur                   | Pos                    |
| 51                     | Phil Bauhaus (GER)        | 8e                     |
| 52                     | Alberto Bruttomesso (ITA) | 60e                    |
| 53                     | Matevž Govekar (SLO)      | 33e                    |
| 54                     | Kamil Gradek (POL)        | 69e                    |
| 55                     | Łukasz Wiśniowski (POL)   | 85e                    |
| 56                     | Dušan Rajović (SRB)       | 25e                    |
| 57                     | Cameron Scott (AUS)       | 115e                   |

| Bora-Hansgrohe BOH | Bora-Hansgrohe BOH     | Bora-Hansgrohe BOH |
| ------------------ | ---------------------- | ------------------ |
| Num                | Coureur                | Pos                |
| 61                 | Jordi Meeus (BEL)      | 132e               |
| 62                 | Nico Denz (GER)        | 134e               |
| 63                 | Marco Haller (AUT)     | 136e               |
| 64                 | Filip Maciejuk (POL)   | 110e               |
| 65                 | Ryan Mullen (IRL)      | 109e               |
| 66                 | Danny van Poppel (NED) | 3e                 |
| 67                 | Sam Welsford (AUS)     | 26e                |

| Cofidis COF | Cofidis COF                 | Cofidis COF |
| ----------- | --------------------------- | ----------- |
| Num         | Coureur                     | Pos         |
| 71          | Piet Allegaert (BEL)        | 19e         |
| 72          | Stanisław Aniołkowski (POL) | 32e         |
| 73          | Alexis Gougeard (FRA)       | 71e         |
| 74          | Eddy Finé (FRA)             | 101e        |
| 75          | Nicolas Debeaumarché (FRA)  | 88e         |
| 76          | Alexis Renard (FRA)         | 40e         |
| 77          | Christophe Noppe (BEL)      | 70e         |

| EF Education-EasyPost EFE | EF Education-EasyPost EFE | EF Education-EasyPost EFE |
| ------------------------- | ------------------------- | ------------------------- |
| Num                       | Coureur                   | Pos                       |
| 81                        | Stefan Bissegger (SUI)    | 21e                       |
| 82                        | Yuhi Todome (JPN)         | 36e                       |
| 83                        | Owain Doull (GBR)         | 20e                       |
| 84                        | Jack Rootkin-Gray (GBR)   | 120e                      |
| 85                        | Jonas Rutsch (GER)        | 37e                       |
| 86                        | Harry Sweeny (AUS)        | 124e                      |
| 87                        | Michael Valgren (DEN)     | 123e                      |

| Groupama-FDJ GFC | Groupama-FDJ GFC        | Groupama-FDJ GFC |
| ---------------- | ----------------------- | ---------------- |
| Num              | Coureur                 | Pos              |
| 91               | Sven Erik Bystrøm (NOR) | 141e             |
| 92               | Olivier Le Gac (FRA)    | 62e              |
| 93               | Fabian Lienhard (SUI)   | 104e             |
| 94               | Laurence Pithie (NZL)   | 15e              |
| 95               | Marc Sarreau (FRA)      | AB               |
| 96               | Matthew Walls (GBR)     | 82e              |
| 97               | Samuel Watson (GBR)     | AB               |

| Lidl-Trek LTK | Lidl-Trek LTK               | Lidl-Trek LTK |
| ------------- | --------------------------- | ------------- |
| Num           | Coureur                     | Pos           |
| 101           | Edward Theuns (BEL)         | 18e           |
| 102           | Simone Consonni (ITA)       | 5e            |
| 103           | Daan Hoole (NED)            | 107e          |
| 104           | Alex Kirsch (LUX) (route)   | 103e          |
| 105           | Mathias Vacek (CZE) (route) | 87e           |
| 106           | Otto Vergaerde (BEL)        | 79e           |
| 107           | Ryan Gibbons (RSA) (route)  | 44e           |

| Movistar Team MOV | Movistar Team MOV       | Movistar Team MOV |
| ----------------- | ----------------------- | ----------------- |
| Num               | Coureur                 | Pos               |
| 111               | Fernando Gaviria (COL)  | 14e               |
| 112               | Davide Cimolai (ITA)    | 74e               |
| 113               | Johan Jacobs (SUI)      | 80e               |
| 114               | Lorenzo Milesi (ITA)    | 28e               |
| 115               | Mathias Norsgaard (DEN) | 39e               |
| 116               | Vinicius Rangel (BRA)   | 49e               |
| 117               | Manlio Moro (ITA)       | 77e               |

| Team dsm-firmenich PostNL DFP | Team dsm-firmenich PostNL DFP | Team dsm-firmenich PostNL DFP |
| ----------------------------- | ----------------------------- | ----------------------------- |
| Num                           | Coureur                       | Pos                           |
| 121                           | Fabio Jakobsen (NED)          | 89e                           |
| 122                           | Tobias Lund Andresen (DEN)    | 75e                           |
| 123                           | John Degenkolb (GER)          | 102e                          |
| 124                           | Nils Eekhoff (NED)            | 128e                          |
| 125                           | Timo Roosen (NED)             | 65e                           |
| 126                           | Julius van den Berg (NED)     | 131e                          |
| 127                           | Bram Welten (NED)             | 12e                           |

| Team Jayco AlUla JAY | Team Jayco AlUla JAY        | Team Jayco AlUla JAY |
| -------------------- | --------------------------- | -------------------- |
| Num                  | Coureur                     | Pos                  |
| 131                  | Dylan Groenewegen (NED)     | 24e                  |
| 132                  | Amund Grøndahl Jansen (NOR) | 142e                 |
| 133                  | Luka Mezgec (SLO)           | NP                   |
| 134                  | Kelland O'Brien (AUS)       | 114e                 |
| 135                  | Blake Quick (AUS)           | AB                   |
| 136                  | Elmar Reinders (NED)        | 108e                 |
| 137                  | Max Walscheid (GER)         | 111e                 |

| UAE Team Emirates UAD | UAE Team Emirates UAD      | UAE Team Emirates UAD |
| --------------------- | -------------------------- | --------------------- |
| Num                   | Coureur                    | Pos                   |
| 141                   | Álvaro Hodeg (COL)         | AB                    |
| 142                   | Ivo Oliveira (POR) (route) | 64e                   |
| 143                   | Mikkel Bjerg (DEN)         | 23e                   |
| 144                   | Sebastián Molano (COL)     | 7e                    |
| 145                   | António Morgado (POR)      | 53e                   |
| 146                   | Alessandro Covi (ITA)      | 135e                  |
| 147                   | Michael Vink (NZL)         | 94e                   |

| Israel-Premier Tech IPT | Israel-Premier Tech IPT | Israel-Premier Tech IPT |
| ----------------------- | ----------------------- | ----------------------- |
| Num                     | Coureur                 | Pos                     |
| 151                     | Pascal Ackermann (GER)  | AB                      |
| 152                     | Hugo Hofstetter (FRA)   | 127e                    |
| 153                     | Oded Kogut (ISR)        | 129e                    |
| 154                     | Riley Pickrell (CAN)    | 147e                    |
| 155                     | Nadav Raisberg (ISR)    | 84e                     |
| 156                     | Jake Stewart (GBR)      | 145e                    |
| 157                     | Rick Zabel (GER)        | NP                      |

| Lotto Dstny LTD | Lotto Dstny LTD          | Lotto Dstny LTD |
| --------------- | ------------------------ | --------------- |
| Num             | Coureur                  | Pos             |
| 161             | Milan Menten (BEL)       | 13e             |
| 162             | Sébastien Grignard (BEL) | 93e             |
| 163             | Jacopo Guarnieri (ITA)   | 106e            |
| 164             | Cédric Beullens (BEL)    | 29e             |
| 165             | Mathijs Paasschens (NED) | 116e            |
| 166             | Liam Slock (BEL)         | AB              |
| 167             | Lionel Taminiaux (BEL)   | 92e             |

| Uno-X Mobility UXM | Uno-X Mobility UXM       | Uno-X Mobility UXM |
| ------------------ | ------------------------ | ------------------ |
| Num                | Coureur                  | Pos                |
| 171                | Louis Bendixen (DEN)     | 90e                |
| 172                | Erlend Blikra (NOR)      | 22e                |
| 173                | Stian Fredheim (NOR)     | 6e                 |
| 174                | Tord Gudmestad (NOR)     | 50e                |
| 175                | Niklas Larsen (DEN)      | 68e                |
| 176                | William Blume Levy (DEN) | 58e                |
| 177                | Rasmus Bøgh Wallin (DEN) | 51e                |

| Bingoal WB BWB | Bingoal WB BWB          | Bingoal WB BWB |
| -------------- | ----------------------- | -------------- |
| Num            | Coureur                 | Pos            |
| 181            | Luca De Meester (BEL)   | 83e            |
| 182            | Cériel Desal (BEL)      | 66e            |
| 183            | Davide Persico (ITA)    | 27e            |
| 184            | Sasha Weemaes (BEL)     | 122e           |
| 185            | Kenneth Van Rooy (BEL)  | 41e            |
| 186            | Nathan Vandepitte (FRA) | AB             |
| 187            | Sasha Weemaes (BEL)     | 122e           |

| Q36.5 Pro Cycling Team Q36 | Q36.5 Pro Cycling Team Q36 | Q36.5 Pro Cycling Team Q36 |
| -------------------------- | -------------------------- | -------------------------- |
| Num                        | Coureur                    | Pos                        |
| 191                        | Jannik Steimle (GER)       | 61e                        |
| 192                        | Tom Devriendt (BEL)        | 72e                        |
| 193                        | Tobias Ludvigsson (SWE)    | 31e                        |
| 194                        | Cyrus Monk (AUS)           | 55e                        |
| 195                        | Matteo Moschetti (ITA)     | 95e                        |
| 196                        | Szymon Sajnok (POL)        | 91e                        |
| 197                        | Rory Townsend (IRL)        | 30e                        |

| Team Flanders-Baloise TFB | Team Flanders-Baloise TFB | Team Flanders-Baloise TFB |
| ------------------------- | ------------------------- | ------------------------- |
| Num                       | Coureur                   | Pos                       |
| 201                       | Toon Clynhens (BEL)       | 137e                      |
| 202                       | Ward Vanhoof (BEL)        | 38e                       |
| 203                       | Noah Vandenbranden (BEL)  | 57e                       |
| 204                       | Siebe Deweirdt (BEL)      | 59e                       |
| 205                       | Dylan Vandenstorme (BEL)  | 45e                       |
| 206                       | Yentl Vandevelde (BEL)    | 35e                       |
| 207                       | Victor Vercouillie (BEL)  | 146e                      |

| TotalEnergies TEN | TotalEnergies TEN       | TotalEnergies TEN |
| ----------------- | ----------------------- | ----------------- |
| Num               | Coureur                 | Pos               |
| 211               | Anthony Turgis (FRA)    | 112e              |
| 212               | Lucas Boniface (FRA)    | 86e               |
| 213               | Thomas Gachignard (FRA) | 133e              |
| 214               | Sandy Dujardin (FRA)    | 113e              |
| 215               | Émilien Jeannière (FRA) | 9e                |
| 216               | Lorrenzo Manzin (FRA)   | 47e               |
| 217               | Jason Tesson (FRA)      | 4e                |

| Tudor Pro Cycling Team TUD | Tudor Pro Cycling Team TUD | Tudor Pro Cycling Team TUD |
| -------------------------- | -------------------------- | -------------------------- |
| Num                        | Coureur                    | Pos                        |
| 221                        | Tom Bohli (SUI)            | 148e                       |
| 222                        | Nils Brun (SUI)            | 149e                       |
| 223                        | Arvid de Kleijn (NED)      | 56e                        |
| 224                        | Jacob Eriksson (SWE)       | 99e                        |
| 225                        | Petr Kelemen (CZE)         | 63e                        |
| 226                        | Alexander Krieger (GER)    | AB                         |
| 227                        | Maikel Zijlaard (NED)      | 150e                       |

| Alpecin-Deceuninck ADC | Alpecin-Deceuninck ADC    | Alpecin-Deceuninck ADC |
| ---------------------- | ------------------------- | ---------------------- |
| Num                    | Coureur                   | Pos                    |
| 1                      | Jasper Philipsen (BEL)    | 1er                    |
| 2                      | Maurice Ballerstedt (GER) | 54e                    |
| 3                      | Silvan Dillier (SUI)      | 144e                   |
| 4                      | Juri Hollmann (GER)       | 98e                    |
| 5                      | Timo Kielich (BEL)        | 81e                    |
| 6                      | Gianni Vermeersch (BEL)   | 105e                   |
| 7                      | Ramon Sinkeldam (NED)     | 96e                    |

| Soudal Quick-Step SOQ | Soudal Quick-Step SOQ    | Soudal Quick-Step SOQ |
| --------------------- | ------------------------ | --------------------- |
| Num                   | Coureur                  | Pos                   |
| 11                    | Tim Merlier (BEL)        | 2e                    |
| 12                    | Ayco Bastiaens (BEL)     | 138e                  |
| 13                    | Gil Gelders (BEL)        | 119e                  |
| 14                    | Luke Lamperti (USA)      | 17e                   |
| 15                    | Bert Van Lerberghe (BEL) | 46e                   |
| 16                    | Warre Vangheluwe (BEL)   | 140e                  |
| 17                    | Jordi Warlop (BEL)       | 118e                  |

| Intermarché-Wanty IWA | Intermarché-Wanty IWA           | Intermarché-Wanty IWA |
| --------------------- | ------------------------------- | --------------------- |
| Num                   | Coureur                         | Pos                   |
| 21                    | Gerben Thijssen (BEL)           | 16e                   |
| 22                    | Madis Mihkels (EST)             | 42e                   |
| 23                    | Adrien Petit (FRA)              | 130e                  |
| 24                    | Baptiste Planckaert (BEL)       | 100e                  |
| 25                    | Laurenz Rex (BEL)               | 43e                   |
| 26                    | Gijs Van Hoecke (BEL)           | 78e                   |
| 27                    | Roel van Sintmaartensdijk (NED) | 117e                  |

| Arkéa-B&B Hotels ARK | Arkéa-B&B Hotels ARK | Arkéa-B&B Hotels ARK |
| -------------------- | -------------------- | -------------------- |
| Num                  | Coureur              | Pos                  |
| 31                   | Arnaud Démare (FRA)  | 34e                  |
| 32                   | David Dekker (NED)   | 97e                  |
| 33                   | Daniel McLay (GBR)   | 125e                 |
| 34                   | Luca Mozzato (ITA)   | 10e                  |
| 35                   | Łukasz Owsian (POL)  | 76e                  |
| 36                   | Alan Riou (FRA)      | 126e                 |
| 37                   | Miles Scotson (AUS)  | 67e                  |

| Astana Qazaqstan Team AST | Astana Qazaqstan Team AST      | Astana Qazaqstan Team AST |
| ------------------------- | ------------------------------ | ------------------------- |
| Num                       | Coureur                        | Pos                       |
| 41                        | Gleb Syritsa (RUS)             | 143e                      |
| 42                        | Yevgeniy Gidich (KAZ)          | 73e                       |
| 43                        | Michele Gazzoli (ITA)          | 121e                      |
| 45                        | Max Kanter (GER)               | 11e                       |
| 46                        | Yevgeniy Fedorov (KAZ) (route) | 52e                       |
| 47                        | Rüdiger Selig (GER)            | 48e                       |

| Bahrain Victorious TBV | Bahrain Victorious TBV    | Bahrain Victorious TBV |
| ---------------------- | ------------------------- | ---------------------- |
| Num                    | Coureur                   | Pos                    |
| 51                     | Phil Bauhaus (GER)        | 8e                     |
| 52                     | Alberto Bruttomesso (ITA) | 60e                    |
| 53                     | Matevž Govekar (SLO)      | 33e                    |
| 54                     | Kamil Gradek (POL)        | 69e                    |
| 55                     | Łukasz Wiśniowski (POL)   | 85e                    |
| 56                     | Dušan Rajović (SRB)       | 25e                    |
| 57                     | Cameron Scott (AUS)       | 115e                   |

| Bora-Hansgrohe BOH | Bora-Hansgrohe BOH     | Bora-Hansgrohe BOH |
| ------------------ | ---------------------- | ------------------ |
| Num                | Coureur                | Pos                |
| 61                 | Jordi Meeus (BEL)      | 132e               |
| 62                 | Nico Denz (GER)        | 134e               |
| 63                 | Marco Haller (AUT)     | 136e               |
| 64                 | Filip Maciejuk (POL)   | 110e               |
| 65                 | Ryan Mullen (IRL)      | 109e               |
| 66                 | Danny van Poppel (NED) | 3e                 |
| 67                 | Sam Welsford (AUS)     | 26e                |

| Cofidis COF | Cofidis COF                 | Cofidis COF |
| ----------- | --------------------------- | ----------- |
| Num         | Coureur                     | Pos         |
| 71          | Piet Allegaert (BEL)        | 19e         |
| 72          | Stanisław Aniołkowski (POL) | 32e         |
| 73          | Alexis Gougeard (FRA)       | 71e         |
| 74          | Eddy Finé (FRA)             | 101e        |
| 75          | Nicolas Debeaumarché (FRA)  | 88e         |
| 76          | Alexis Renard (FRA)         | 40e         |
| 77          | Christophe Noppe (BEL)      | 70e         |

| EF Education-EasyPost EFE | EF Education-EasyPost EFE | EF Education-EasyPost EFE |
| ------------------------- | ------------------------- | ------------------------- |
| Num                       | Coureur                   | Pos                       |
| 81                        | Stefan Bissegger (SUI)    | 21e                       |
| 82                        | Yuhi Todome (JPN)         | 36e                       |
| 83                        | Owain Doull (GBR)         | 20e                       |
| 84                        | Jack Rootkin-Gray (GBR)   | 120e                      |
| 85                        | Jonas Rutsch (GER)        | 37e                       |
| 86                        | Harry Sweeny (AUS)        | 124e                      |
| 87                        | Michael Valgren (DEN)     | 123e                      |

| Groupama-FDJ GFC | Groupama-FDJ GFC        | Groupama-FDJ GFC |
| ---------------- | ----------------------- | ---------------- |
| Num              | Coureur                 | Pos              |
| 91               | Sven Erik Bystrøm (NOR) | 141e             |
| 92               | Olivier Le Gac (FRA)    | 62e              |
| 93               | Fabian Lienhard (SUI)   | 104e             |
| 94               | Laurence Pithie (NZL)   | 15e              |
| 95               | Marc Sarreau (FRA)      | AB               |
| 96               | Matthew Walls (GBR)     | 82e              |
| 97               | Samuel Watson (GBR)     | AB               |

| Lidl-Trek LTK | Lidl-Trek LTK               | Lidl-Trek LTK |
| ------------- | --------------------------- | ------------- |
| Num           | Coureur                     | Pos           |
| 101           | Edward Theuns (BEL)         | 18e           |
| 102           | Simone Consonni (ITA)       | 5e            |
| 103           | Daan Hoole (NED)            | 107e          |
| 104           | Alex Kirsch (LUX) (route)   | 103e          |
| 105           | Mathias Vacek (CZE) (route) | 87e           |
| 106           | Otto Vergaerde (BEL)        | 79e           |
| 107           | Ryan Gibbons (RSA) (route)  | 44e           |

| Movistar Team MOV | Movistar Team MOV       | Movistar Team MOV |
| ----------------- | ----------------------- | ----------------- |
| Num               | Coureur                 | Pos               |
| 111               | Fernando Gaviria (COL)  | 14e               |
| 112               | Davide Cimolai (ITA)    | 74e               |
| 113               | Johan Jacobs (SUI)      | 80e               |
| 114               | Lorenzo Milesi (ITA)    | 28e               |
| 115               | Mathias Norsgaard (DEN) | 39e               |
| 116               | Vinicius Rangel (BRA)   | 49e               |
| 117               | Manlio Moro (ITA)       | 77e               |

| Team dsm-firmenich PostNL DFP | Team dsm-firmenich PostNL DFP | Team dsm-firmenich PostNL DFP |
| ----------------------------- | ----------------------------- | ----------------------------- |
| Num                           | Coureur                       | Pos                           |
| 121                           | Fabio Jakobsen (NED)          | 89e                           |
| 122                           | Tobias Lund Andresen (DEN)    | 75e                           |
| 123                           | John Degenkolb (GER)          | 102e                          |
| 124                           | Nils Eekhoff (NED)            | 128e                          |
| 125                           | Timo Roosen (NED)             | 65e                           |
| 126                           | Julius van den Berg (NED)     | 131e                          |
| 127                           | Bram Welten (NED)             | 12e                           |

| Team Jayco AlUla JAY | Team Jayco AlUla JAY        | Team Jayco AlUla JAY |
| -------------------- | --------------------------- | -------------------- |
| Num                  | Coureur                     | Pos                  |
| 131                  | Dylan Groenewegen (NED)     | 24e                  |
| 132                  | Amund Grøndahl Jansen (NOR) | 142e                 |
| 133                  | Luka Mezgec (SLO)           | NP                   |
| 134                  | Kelland O'Brien (AUS)       | 114e                 |
| 135                  | Blake Quick (AUS)           | AB                   |
| 136                  | Elmar Reinders (NED)        | 108e                 |
| 137                  | Max Walscheid (GER)         | 111e                 |

| UAE Team Emirates UAD | UAE Team Emirates UAD      | UAE Team Emirates UAD |
| --------------------- | -------------------------- | --------------------- |
| Num                   | Coureur                    | Pos                   |
| 141                   | Álvaro Hodeg (COL)         | AB                    |
| 142                   | Ivo Oliveira (POR) (route) | 64e                   |
| 143                   | Mikkel Bjerg (DEN)         | 23e                   |
| 144                   | Sebastián Molano (COL)     | 7e                    |
| 145                   | António Morgado (POR)      | 53e                   |
| 146                   | Alessandro Covi (ITA)      | 135e                  |
| 147                   | Michael Vink (NZL)         | 94e                   |

| Israel-Premier Tech IPT | Israel-Premier Tech IPT | Israel-Premier Tech IPT |
| ----------------------- | ----------------------- | ----------------------- |
| Num                     | Coureur                 | Pos                     |
| 151                     | Pascal Ackermann (GER)  | AB                      |
| 152                     | Hugo Hofstetter (FRA)   | 127e                    |
| 153                     | Oded Kogut (ISR)        | 129e                    |
| 154                     | Riley Pickrell (CAN)    | 147e                    |
| 155                     | Nadav Raisberg (ISR)    | 84e                     |
| 156                     | Jake Stewart (GBR)      | 145e                    |
| 157                     | Rick Zabel (GER)        | NP                      |

| Lotto Dstny LTD | Lotto Dstny LTD          | Lotto Dstny LTD |
| --------------- | ------------------------ | --------------- |
| Num             | Coureur                  | Pos             |
| 161             | Milan Menten (BEL)       | 13e             |
| 162             | Sébastien Grignard (BEL) | 93e             |
| 163             | Jacopo Guarnieri (ITA)   | 106e            |
| 164             | Cédric Beullens (BEL)    | 29e             |
| 165             | Mathijs Paasschens (NED) | 116e            |
| 166             | Liam Slock (BEL)         | AB              |
| 167             | Lionel Taminiaux (BEL)   | 92e             |

| Uno-X Mobility UXM | Uno-X Mobility UXM       | Uno-X Mobility UXM |
| ------------------ | ------------------------ | ------------------ |
| Num                | Coureur                  | Pos                |
| 171                | Louis Bendixen (DEN)     | 90e                |
| 172                | Erlend Blikra (NOR)      | 22e                |
| 173                | Stian Fredheim (NOR)     | 6e                 |
| 174                | Tord Gudmestad (NOR)     | 50e                |
| 175                | Niklas Larsen (DEN)      | 68e                |
| 176                | William Blume Levy (DEN) | 58e                |
| 177                | Rasmus Bøgh Wallin (DEN) | 51e                |

| Bingoal WB BWB | Bingoal WB BWB          | Bingoal WB BWB |
| -------------- | ----------------------- | -------------- |
| Num            | Coureur                 | Pos            |
| 181            | Luca De Meester (BEL)   | 83e            |
| 182            | Cériel Desal (BEL)      | 66e            |
| 183            | Davide Persico (ITA)    | 27e            |
| 184            | Sasha Weemaes (BEL)     | 122e           |
| 185            | Kenneth Van Rooy (BEL)  | 41e            |
| 186            | Nathan Vandepitte (FRA) | AB             |
| 187            | Sasha Weemaes (BEL)     | 122e           |

| Q36.5 Pro Cycling Team Q36 | Q36.5 Pro Cycling Team Q36 | Q36.5 Pro Cycling Team Q36 |
| -------------------------- | -------------------------- | -------------------------- |
| Num                        | Coureur                    | Pos                        |
| 191                        | Jannik Steimle (GER)       | 61e                        |
| 192                        | Tom Devriendt (BEL)        | 72e                        |
| 193                        | Tobias Ludvigsson (SWE)    | 31e                        |
| 194                        | Cyrus Monk (AUS)           | 55e                        |
| 195                        | Matteo Moschetti (ITA)     | 95e                        |
| 196                        | Szymon Sajnok (POL)        | 91e                        |
| 197                        | Rory Townsend (IRL)        | 30e                        |

| Team Flanders-Baloise TFB | Team Flanders-Baloise TFB | Team Flanders-Baloise TFB |
| ------------------------- | ------------------------- | ------------------------- |
| Num                       | Coureur                   | Pos                       |
| 201                       | Toon Clynhens (BEL)       | 137e                      |
| 202                       | Ward Vanhoof (BEL)        | 38e                       |
| 203                       | Noah Vandenbranden (BEL)  | 57e                       |
| 204                       | Siebe Deweirdt (BEL)      | 59e                       |
| 205                       | Dylan Vandenstorme (BEL)  | 45e                       |
| 206                       | Yentl Vandevelde (BEL)    | 35e                       |
| 207                       | Victor Vercouillie (BEL)  | 146e                      |

| TotalEnergies TEN | TotalEnergies TEN       | TotalEnergies TEN |
| ----------------- | ----------------------- | ----------------- |
| Num               | Coureur                 | Pos               |
| 211               | Anthony Turgis (FRA)    | 112e              |
| 212               | Lucas Boniface (FRA)    | 86e               |
| 213               | Thomas Gachignard (FRA) | 133e              |
| 214               | Sandy Dujardin (FRA)    | 113e              |
| 215               | Émilien Jeannière (FRA) | 9e                |
| 216               | Lorrenzo Manzin (FRA)   | 47e               |
| 217               | Jason Tesson (FRA)      | 4e                |

| Tudor Pro Cycling Team TUD | Tudor Pro Cycling Team TUD | Tudor Pro Cycling Team TUD |
| -------------------------- | -------------------------- | -------------------------- |
| Num                        | Coureur                    | Pos                        |
| 221                        | Tom Bohli (SUI)            | 148e                       |
| 222                        | Nils Brun (SUI)            | 149e                       |
| 223                        | Arvid de Kleijn (NED)      | 56e                        |
| 224                        | Jacob Eriksson (SWE)       | 99e                        |
| 225                        | Petr Kelemen (CZE)         | 63e                        |
| 226                        | Alexander Krieger (GER)    | AB                         |
| 227                        | Maikel Zijlaard (NED)      | 150e                       |